# Dírecký potok
Dírecký potok je malý potok v okrese Rokycany, pravostranný přítok řeky Berounky. Plocha povodí měří 6,3 km².

## Průběh toku
Potok pramení na jihovýchodním okraji Vranovic, západně od obce Břasy. Teče převážně jihozápadním směrem v zalesněném údolí a vlévá se do Berounky u mlýnu Dírka, podle kterého je také pojmenován. Před ústím do Berounky vytváří Dírecký potok několik kaskád a vodopád. Výška vodopádu činí 3,1 m.